# Ковалёвка (район Чернигова)
Ковалёвка (укр. Ковалівка) — исторически сложившаяся местность (район) Чернигова, расположена на территории Деснянского административного района.

## История
Ковалёвка  — одно из предместий Чернигова («Предградье» 10-18 веков), что севернее укрепления «Окольного града» (современной улицы Гетмана Полуботка) почти до современной улицы Софии Русовой. Ковалёвка расположена на восток от Землянок, за Александровской площадью между Гомельским шоссе и рекой Стрижень. Застроена индивидуальными одноэтажными жилыми домами с оригинальной резьбой дверей и карнизов. Через Ковалёвку проходил Старый Киевский путь, который упоминается в источниках ещё в 17 веке. Далее на восток, на противоположном берегу реки Стрижень, расположены Мачеретовщина, Ганжевщина и Берёзки.
Развитие участка между современными улицами Киевская и Котляревского приходится на период конец 19 (с 1870) — начало 20 веков, юго-восточнее Киевской — на 19 век, застройка примыкающая к улице Гончей — 17-18 века. 
Третью часть города занимало предместье Ковалёвка, которое шло от Вала по улице Гончей и включало застройку вдоль улицы и к реке Стрижень. Название из-за того, что здесь были сосредоточены кузницы. По улицей Гончей стояла Стретенская церковь. По утверждённому плану города 1803 года Киевская улица должна была проходить по пахотному полю, а Воскресенская через кирпичный завод Малахова..
Ковалёвка была изображена на «Плане Чернигова» (1908 год) между Гомельским шоссе и рекой Стрижень. По улицей Гончей было расположено Владимирское городское училище, на углу улиц Пятницкой и Воскресенской — римо-католическая церковь. Северо-восточнее расположена местность Берёзки, юго-западнее — Александровская площадь и Землянки. 
Местность упоминается с 17 века. В начале 20 века у Стрижня был расположен пивзавод Орловского.

## География
Современная местность Ковалёвка расположена на западе центральной части Деснянского района Чернигова — между современным проспектом Мира, улицей Гетмана Полуботка (севернее) и рекой Стрижень. Застройка представлена многоэтажной жилой, частично усадебной. 

### Памятники архитектуры и истории
По улицам Гончей, Пятницкой, Софии Русовой расположены исторические здания.

### Улицы
2-я Набережная, Гетмана Полуботка, Гоголя, Гончая (часть), Киевская, Котляревского, Коцюбинского (часть), Мстиславская, Пятницкая, Софии Русовой, Чернышевского, проспект Победы, переулок Стрижанский.

## Социальная сфера
Есть детские сады, школы (№19).

## Транспорт
Маршруты общественного транспорта проходят по проспекту Мира, улицам Киевская, Гончая, Котляревского. 